# 比利永
比利永（法語：Bullion，法語發音：[byljɔ̃] ⓘ）是法国伊夫林省的一个市镇，属于朗布依埃区。

## 地理
比利永（48°37'19"N, 1°59'45"E）面积20.9 平方千米，位于法国法蘭西島大區伊夫林省，该省份为法国北部内陆省份，北起瓦兹河谷省，西接厄尔省，西南接厄尔-卢瓦省，东南接埃松省，东临上塞纳省。
与比利永接壤的市镇（或旧市镇、城区）包括：博内勒、拉塞勒莱博尔德、塞尔奈城、舒瓦塞勒、克莱枫丹、伊夫林地区罗什福尔、伊夫林地区圣阿尔努、佩克斯。

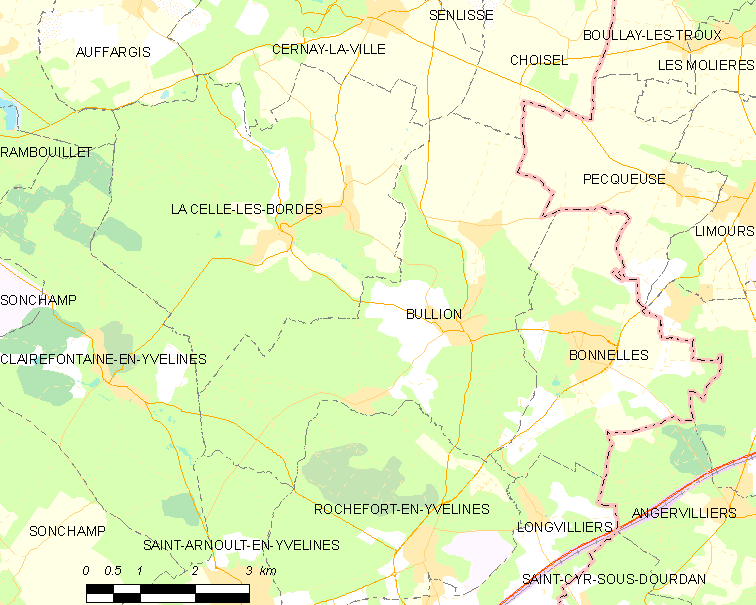
比利永的OSM定位图

比利永的时区为UTC+01:00、UTC+02:00（夏令时）。

## 行政
比利永的邮政编码为78830，INSEE市镇编码为78120。

## 政治
比利永所属的省级选区为朗布依埃县。

## 人口

1962-2008年间比利永人口变化图示

比利永于2022年1月1日时的人口数量为1915人。